# Matei Basarab
Matei Basarab (uneori și Matei Brâncoveanu) (n. 1580, Brâncoveni, Olt, România – d. 25 aprilie 1654, Târgoviște, Țara Românească) a fost domnul Țării Românești între 1632 și 1654. Domnia i-a fost marcată de confruntări cu Vasile Lupu, domnul Moldovei.
Pe plan cultural, Matei Basarab a ctitorit și a refăcut o seamă de lăcașuri de cult. Sfârșitul domniei a fost caracterizat de o slăbire a autorității domnești în raport cu mercenarii seimeni, care avea să ducă la Răscoala seimenilor din timpul lui Constantin Șerban.

## Viața

### Origini
Prin bunicul său, Vâslan din Caracal, Matei din Brâncoveni (sau Brâncoveanu) descindea din puternica familie a boierilor Craiovești. Această origine i-a justificat, de altfel, adoptarea numelui de „Basarab” imediat după urcarea pe tron, considerându-se nepot al lui Neagoe Basarab și deci urmașul acestuia. Era fiul lui „Danciul din Brâncoveni” (județul Olt), fost mare vornic, în timpul domniilor lui Ștefan Surdul (1591 - 1592) și Alexandru al III-lea cel Rău (1592 - 1593) și oștean al lui Mihai Viteazul, căzut în bătalia de la Șelimbăr și înmormântat la Alba Iulia. Mama lui a fost jupâneasa Stanca, tot din Brâncoveni.
Matei Basarab a fost, la rândul lui, căpitan în oastea lui Mihai Viteazul, comandant al detașamentelor oamenilor liberi și breslașilor din Craiova.
Matei Basarab a fost căsătorit cu Elena Năsturel (prenume ortografiat și Elina), a patra fiică a marelui logofăt Radu Năsturel din Fierăști (Hierăști) și sora lui Udriște Năsturel.

### Începutul domniei
Încă din timpul domniei lui Leon Tomșa a încercat să ia tronul cu ajutorul lui Rakoczy I al Transilvaniei (1630). Agitația din țară a crescut și mai mult sub următorul domnitor Radu Iliaș (1632), până ce Poarta, luând în considerare și darurile făcute personal de Matei, îi încredințează tronul cu toată împotrivirea intrigilor grecești manevrate mai ales de bogătașul Celebi Curt (martie 1633). Menține pacea cu Turcia, încheie pact de alianță și prietenie cu Gheorghe Rákóczi I (1635), precum și cu Sfântul Imperiu Roman, Polonia și Veneția (1636, 1637, 1639).

### Relațiile cu Vasile Lupu

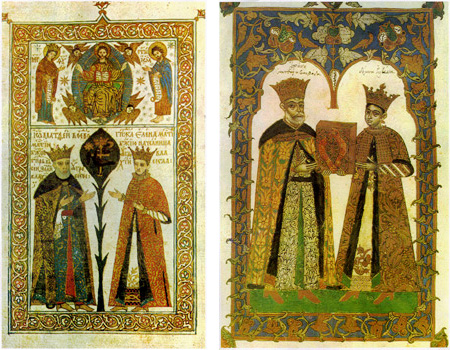
Matei Basarab cu fiul său (stânga) și cu soția (dreapta)

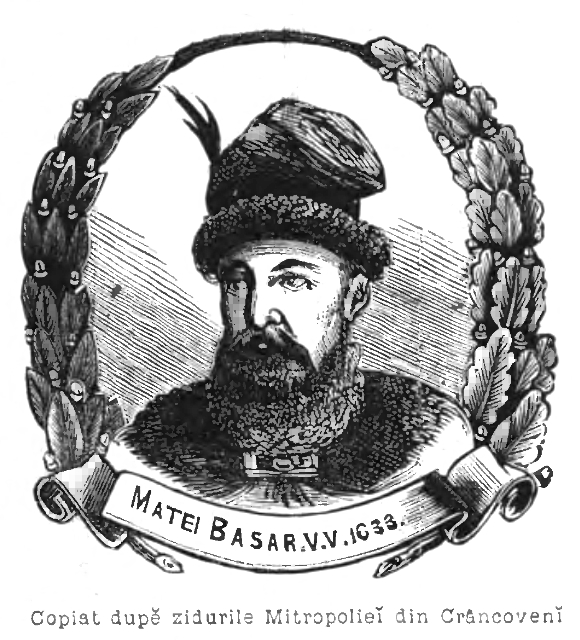
Matei Basarab - litografie publicată de Dimitrie Papazoglu în anul 1891 după fresca Mitropoliei din Crâncoveni

Vasile Lupu, domnitorul Moldovei, a încercat în mod repetat să-l detroneze pe voievodul muntean servindu-se de intrigi, denunțuri la Poarta otomană și atacuri militare. Corupând pe câțiva înalți dregători turci, profitând de problemele externe ale Imperiului Otoman, Lupu a reușit să obțină prin intrigi detronarea de către sultan a lui Matei. În replică, acesta i-a putut câștiga de partea sa pe demnitarii otomani, de la care a obținut executarea dregătorilor care îl sprijiniseră pe domnitorul Moldovei, iar pe de altă parte a respins atacurile lui Vasile Lupu la Focșani (noiembrie 1637) și la Ojogeni pe Prahova (decembrie 1639).
Lupu, pierzându-l pe fiul său Ioan, căruia voia să-i lase domnia Moldovei, el însuși intenționând să o ia pe a Munteniei, se împacă cu Matei, prin mitropolitul său Varlaam (1644). În semn de pace, fiecare voievod zidește câte o mănăstire în țara celuilalt (Stelea în Târgoviște și Soveja în Vrancea). Împăcarea însă nu ținut mult. Lupu intră într-un nou conflict cu Matei (1650) și-l amenință cu invazia în momentul în care acesta se îmbolnăvise (1652). Însă bătrânul Basarab, în alianță cu Gheorghe Rákóczi al II-lea, îl ajută pe pretendentul Gheorghe Ștefan să-l detroneze pe Vasile Lupu (aprilie 1653). Vasile Lupu izbutește, împreună cu ginerele său cazacul Timuș, să-l alunge pe Gheorghe Ștefan în Muntenia și se îndreaptă asupra lui Basarab, însă la Finta, pe Ialomița, e bătut (mai 1653) și pierde pentru totdeauna tronul Moldovei.

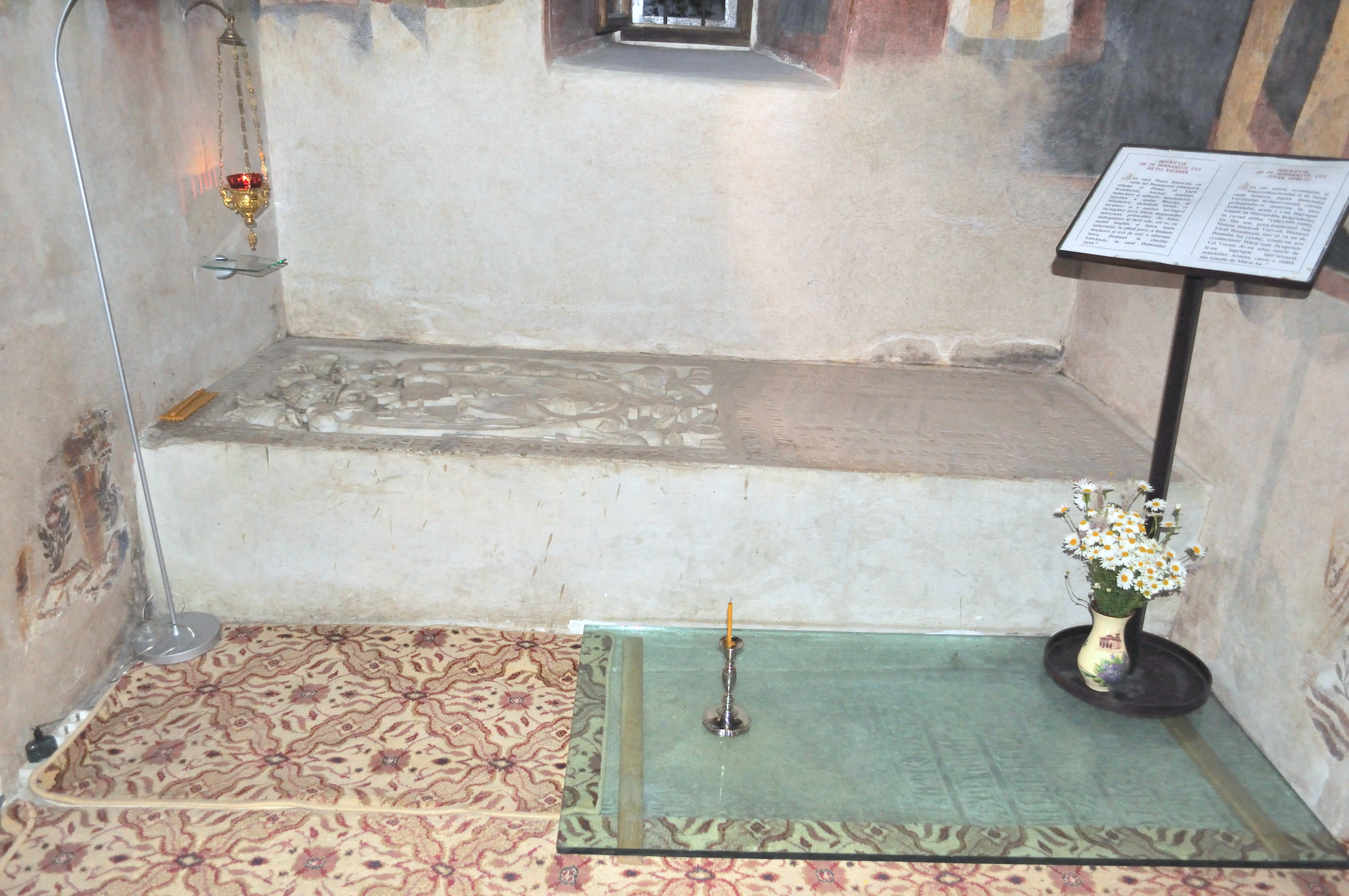
Mormântul lui Matei Basarab de la Mănăstirea Arnota

### Sfârșitul domniei
Matei Basarab nu s-a bucurat multă vreme de liniște deplină. Bătrânețea și o rană căpătată la Finta, o răscoală a seimenilor (lefegii străini) și a dorobanților, i-au grăbit sfârșitul. A fost înmormântat la Târgoviște, de unde a fost mutat în 1658 la ctitoria sa - Mănăstirea Arnota - de către un sobor de preoți, în frunte cu patriarhul Macarie al Antiohiei și secretarul acestuia, cărturarul Paul de Alep, care se aflau atunci în Țara Românească.

## Dezvoltarea țării în timpul lui Matei Basarab

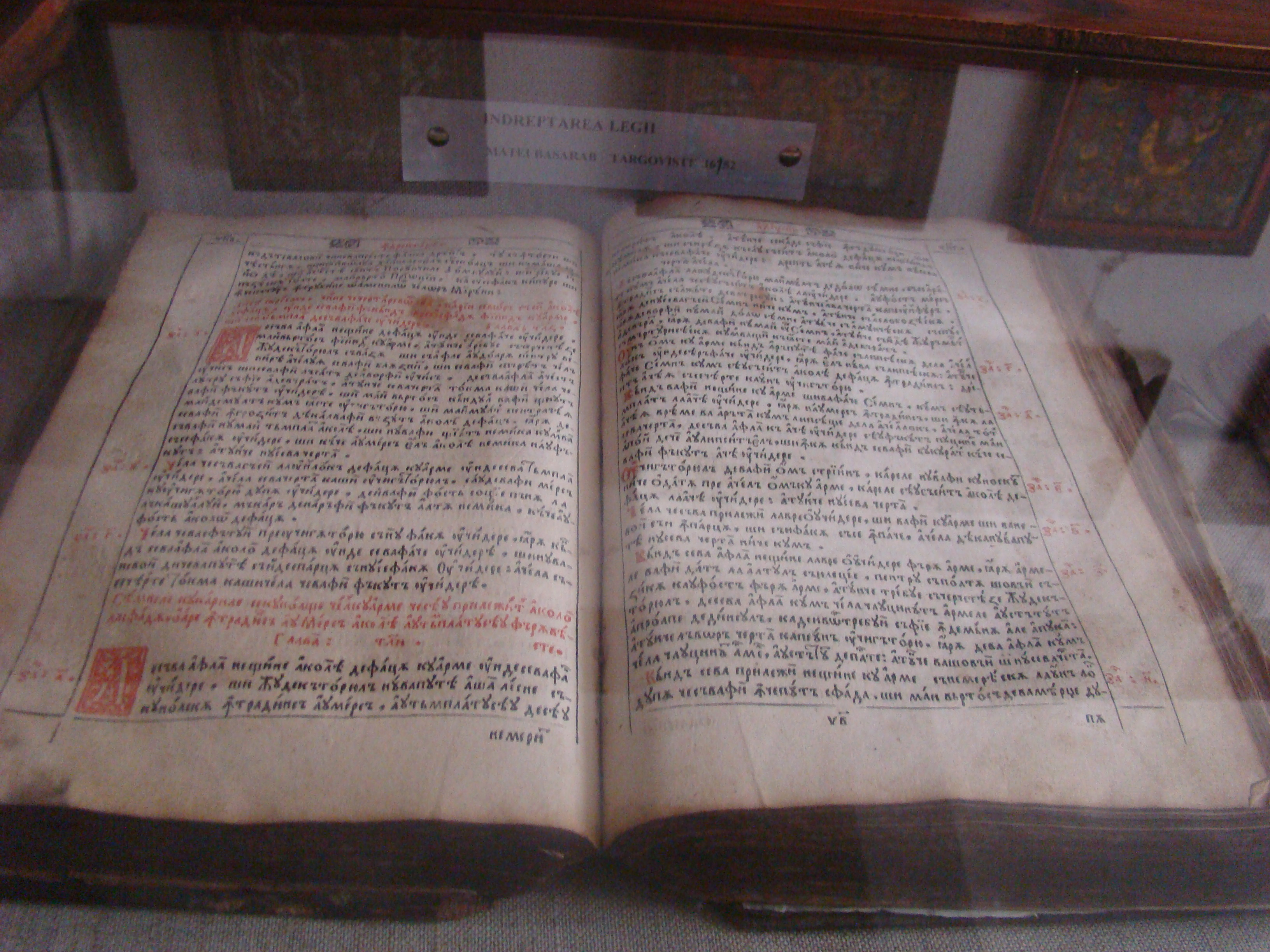
Pravila Îndreptarea legii

Epoca lui Matei Basarab a fost una de înflorire culturală, de închegare a unei școli artistice, fără de care "explozia" brâncovenească nu ar fi fost posibilă. A fost un adevarat "Mecena",un protector al culturii, sprijinitor al ortodoxiei, militând pentru păstrarea nealterată a tradiției ortodoxe. Toate aceste însușiri ale sale, vor contribui la consacrarea suveranului ca cel mai mare ctitor ortodox al poporului român, un adevarat patron al bisericii. A ridicat din temelie peste 30 de biserici la care se adaugă refacerea multor altora, atât în țara, unde l-a depășit cu mult chiar și pe Ștefan cel Mare, cât și la Muntele Athos și la sud de Dunăre, la Vidin și Sistov. Mitropolia Țării Românești beneficiază de danii de sate și imunități fiscale și de sprijinul domniei pentru refacerea bisericilor. În 1645 Matei Basarab a plătit taxele pentru întreg muntele Athos.
Matei Basarab a fost cel care a adus o contribuție majoră în înlocuirea limbii slavone cu cea românească, în viața oficială, religioasă și civilă. El a introdus prima legislație scrisă: "Pravila mică" (tipărită la mănăstirea Govora, 1640), care a fost tradusă din limba slavonă de către Moxa, precum și "Îndreptarea legii" (Târgoviște, 1652).
Organizarea armatei a beneficiat de o atenție specială din partea voievodului, efectivele ajungând la 40.000 de ostași. Totodată, Matei Basarab dispune construirea unor noi fortificații.
De remarcat rămân și cele 3 războaie câștigate împotriva domnului Moldovei, Vasile Lupu, care se încăpățâna să revendice tronul lui Matei Basarab.
Tot Matei Basarab (1632-1654) a fost inițiatorul și comandantul general al Ligii antiotomane, constituită din Țările Române, Polonia și Rusia. Cel care a fundamentat ideologic doctrina poporului român a fost savantul domnitor al Moldovei, Dimitrie Cantemir (1693, 1710-1711), membru al Academiei din Berlin. Liga antiotomană a eșuat în cele din urmă din cauza lipsei de coordonare.
Lunga domnie a lui Matei Basarab a fost o epocă de fervoare religioasă și dezvoltare culturală așa cum o arată numărul foarte mare de ctitorii voievodale și boierești. Matei Basarab a ridicat de la temelie 46 de biserici, la care se adaugă refacerea multor altora, atât în țară, cât și la Muntele Athos, precum și pe teritoriul actualei Bulgarii, la Vidin și la Șistov. Dacă Ștefan cel Mare a zidit 45 de biserici și mănăstiri, Matei Basarab a zidit 46, atestate documentar, fiind astfel cel mai de seamă ctitor bisericesc al neamului românesc (conform lui C. C. Giurescu).
Printre altele, a reconstruit Episcopia Buzăului, „după ce mai întâiu au dărâmat din temelie pre cea veche, făcută de strămoșii săi, arsă și stricată de năvălirile varvaricești”, așa cum scria un cronicar al vremii.
Dar cea mai cunoscută dintre ctitoriile lui Matei Basarab rămâne Mănăstirea Arnota (din actualul județ Vâlcea), ridicată între anii 1633-1636, pe locul unui lăcaș de cult mai vechi. Biserica mănăstirii a fost pictată de Stroe din Târgoviște. Pe lângă temele religioase tradiționale sunt de remarcat portretele votive ale ctitorilor (Matei Basarab și Doamna Elina), din pronaos, precum și o remarcabilă decorație florală în locurile libere dintre medalioane. Portretul lui Matei Basarab, înfățișat bătrân, cu părul alb, este considerat unul dintre cele mai frumoase portrete de voievozi români care s-au păstrat până în zilele noastre. Tot la Mănăstirea Arnota se află și mormântul lui Matei Basarab, precum și cel al Doamnei Elina, soția voievodului.
A terminat de asemenea construcția Mănăstirii Sfinții Voievozi din Slobozia, care a fost sfințită în anul 1634 de patriarhul Chiril Lukaris, în prezența domnului Matei Basarab.